# Independent Music Companies Association
La Independent Music Companies Association, originariamente nota come Independent Music Publishers and Labels Association ed anche conosciuta con il suo acronimo IMPALA, è un'associazione di categoria non a scopo di lucro fondata nel 2000 per aiutare le etichette discografiche indipendenti europee a rappresentare la propria agenda e promuovere la musica indipendente. I suoi uffici sono a Bruxelles, in Belgio. IMPALA è membro del Worldwide Independent Network (WIN), una coalizione di enti musicali indipendenti provenienti da paesi di tutto il mondo.

## Associati
Nell 2024 IMPALA aveva quasi 6000 associati tra cui associazioni nazionali, aziende e società musicali indipendenti come membri diretti. Il Consiglio è eletto dai suoi membri.

### Etichette
- 8 Ball Music
- Beggars Group
- Better Noise Music
- Blue Sun
- Cobalt Music Helladisc
- Cooking Vinyl
- Cosmos Music Group
- Despotz Records
- Edel AG
- Epitaph
- Everlasting Records
- GMI
- I love you Records
- !K7 Records
- Musikvertrieb
- [PIAS] Music Group
- Playground Music Scandinavia
- Pomitni
- Red Bullet Productions
- SCL / Lusitanian
- Sugar Music
- Sundance Records
- The state51 Conspiracy
- United We Fly
- Wagram Music
- Zebralution

### Associazioni di categoria nazionali
- AIM (UK)
- AIM Ireland (Ireland)
- AMAEI (Portugal)
- ANPM (Poland)
- ANMIP (Bulgaria)
- BIMA (Belgium)
- BMYD (Turkey)
- DUP (Denmark)
- FELIN (France)
- FONO (Norway)
- HAIL (Hungary)
- INDIECO (Finland)
- INDIERO (Romania)
- IndieSuisse (Switzerland)
- P.I.L. (Israel)
- Platforma (Czech Republic)
- PMI (Italy)
- RUNDA (Balkans)
- SOM (Sweden)
- STOMP (Netherlands)
- UFI (Spain)
- UPFI (France)
- VTMÖ (Austria)
- VUT (Germany)